# Nikolaï Abramov
Pour les articles homonymes, voir Abramov.
Nikolaï Ivanovitch Abramov (en russe : Николай Иванович Абрамов), né le 5 janvier 1950 à Kotelniki et mort le 6 août 2005 à Moscou, est un footballeur russe évoluant au poste de défenseur.

## Biographie
Nikolaï Abramov jouait pour Spartak Moscou en 1968-1976, pour Moskvitch Moscou en 1978-1982, 1985-1986, et pour Krasny Oktiabr en 1983 - 1984. Travaillait comme entraineur à l'école des sports de Spartak Moscou en 2004-2005. Il est décédé le 6 août 2005 à Moscou d'un infarctus du myocarde à la septième minute du match des vétérans du foot lors du tournoi à la mémoire du ministre des transports Boris Bechtchev (1903-1981).

## Statistiques
| Saison                | Club                  | Championnat           | Championnat | Championnat | Coupe(s) nationale(s) | Coupe(s) nationale(s) | Compétition(s) continentale(s) | Compétition(s) continentale(s) | Compétition(s) continentale(s) | Total | Total |
| Saison                | Club                  | Division              | M.          | B.          | M.                    | B.                    | Comp.                          | M.                             | B.                             | M.    | B.    |
| 1969                  | Spartak Moscou        | D1                    | 19          | 0           | -                     | -                     | -                              | -                              | -                              | 19    | 0     |
| 1970                  | Spartak Moscou        | D1                    | 31          | 1           | 5                     | 0                     | C1                             | 2                              | 0                              | 38    | 1     |
| 1971                  | Spartak Moscou        | D1                    | 30          | 0           | 7                     | 0                     | C3                             | 4                              | 0                              | 41    | 0     |
| 1972                  | Spartak Moscou        | D1                    | 28          | 0           | 10                    | 0                     | C2                             | 4                              | 0                              | 42    | 0     |
| 1973                  | Spartak Moscou        | D1                    | 9           | 0           | 4                     | 0                     | C2                             | 1                              | 0                              | 14    | 0     |
| 1974                  | Spartak Moscou        | D1                    | -           | -           | -                     | -                     | -                              | -                              | -                              | 0     | 0     |
| 1975                  | Spartak Moscou        | D1                    | 9           | 0           | -                     | -                     | C3                             | 5                              | 0                              | 14    | 0     |
| 1976                  | Spartak Moscou        | D1                    | 12          | 0           | 1                     | 0                     | -                              | -                              | -                              | 13    | 0     |
| Sous-total            | Sous-total            | Sous-total            | 138         | 1           | 27                    | 0                     | -                              | 16                             | 0                              | 181   | 1     |
| 1978                  | Moskvitch Moscou      | D3                    | 25          | 3           | -                     | -                     | -                              | -                              | -                              | 25    | 3     |
| 1979                  | Moskvitch Moscou      | D3                    | 24          | 3           | -                     | -                     | -                              | -                              | -                              | 24    | 3     |
| 1980                  | Moskvitch Moscou      | D3                    | 28          | 3           | -                     | -                     | -                              | -                              | -                              | 28    | 3     |
| Sous-total            | Sous-total            | Sous-total            | 77          | 9           | -                     | -                     | -                              | -                              | -                              | 77    | 9     |
| Total sur la carrière | Total sur la carrière | Total sur la carrière | 215         | 10          | 27                    | 0                     | -                              | 16                             | 0                              | 258   | 10    |

## Palmarès
Spartak Moscou
- Champion d'Union soviétique en 1969.
- Vainqueur de la Coupe d'Union soviétique en 1971.

 Union soviétique
- Finaliste du championnat d'Europe 1972.